# Adrian Hădean
Adrian Hădean (n. 4 septembrie 1977, Arad) este un bucătar român, gastronom, blogger culinar, scriitor, cunoscut, mai ales, pentru blogul său culinar, situat în primele cele mai vizitate bloguri din România, dar și pentru participarea sa în calitate de jurat la emisiunea cu specific culinar Masterchef, difuzată începând cu 2014 pe canalul de televiziune Pro TV.
A crescut în Baia Mare, oraș aflat în nordul României, unde și-a făcut și debutul în bucătăria profesionistă, în anul 1998.
A găzduit o suită de emisiuni TV, a publicat cărți sau a contribuit la publicarea lor, s-a remarcat printr-un aport semnificativ în ceea ce privește terminologia gastronomică și s-a făcut cunoscut prin numeroasele proiecte în care s-a implicat de-a lungul timpului.

## Emisiuni
A găzduit o serie de emisiuni culinare Sare și Piper, la un post local  din Baia Mare, Happy Cook în Oradea, urmate de o emisiune în regie proprie Rețete fără secrete, pentru posturile locale Antena 1 și diverse filmări pentru Euforia TV și colaborări televizate pentru emisiunea Sarea în bucate, produsă la Cluj, pentru TVR 3.
În 2014, se alătură juriului emisiunii MasterChef România. Formatul emisiunii reprezintă o competiție de gătit, destinată amatorilor și reprezintă varianta românească a show-ului de televiziune de inspirație britanică, MasterChef, aflat la al patrulea sezon.
În 2016, începe colaborarea cu postul național de radio Europa FM, pentru emisiunea Medium Rare, o incursiune în lumea culinară a zilelor noastre.
Tot în 2016 lansează proiectul #outofthekitchen, o emisiune online inedită prin care-și propune să prezinte oameni și proiecte, viață în general în afara bucătăriei.
În 2020 începe colaborarea cu Digi24, pentru emisiunea „La Cină”, alături de Ionela Năstase. Producția televizată are un format premium, în care gazdele emisiunii dialoghează cu oamenii momentului despre teme de actualitate, într-o atmosferă primitoare.

## Publicații
În 2003, Adrian Hădean publică prima sa carte “Sare și piper”  inspirată după numele emisiunii sale de debut de la o televiziune locală din Baia Mare, urmată în 2012 de o a doua carte, “Rețete pentru un Crăciun în familie”.
S-a evidențiat prin aportul din terminologia gastronomică pentru mai multe cărți traduse și editate în limba română: "1000 Rețete. Deserturi", "1000 Rețete. Preparate rapide" și "Rețete delicioase pentru prepararea pâinii".
În 2016, Adrian Hădean a publicat cartea „24 Centimetri”. Cartea sa, în parte o autobiografie, în parte un manifest pentru bucate bune și oameni dintr-o bucată, răspunde multor întrebări pe care și le pun admiratorii lui. Hădean scrie despre începuturile sale, despre secretele organizării și ale falimentării unui restaurant, despre meniuri, show-uri de televiziune și despre un șir de lecții despre gătit și viață. 

## Proiecte
A dezvoltat un parteneriat cu autoritățile locale din Cluj-Napoca, în proiectul „Farfurii curate” care a avut ca scop implementarea unor meniuri sănătoase în 3 grădinițe de stat din Cluj-Napoca.
Începând cu anul 2014, preia rolul de jurat în emisiunea Masterchef, emisiune cu profil culinar, difuzată de Pro TV.
Este consultant de specialitate pentru diverse restaurante, afaceri culinare din țară, membru al juriului Arena Bucătarilor, concurs organizat de Selgros pentru bucătarii profesioniști.
A fost ales să poarte Torța Olimpică, la Ramsgate, în comitatul Kent pe o porțiune de 300 de metri, în urma proiectului național "Eroi locali" lansat de Samsung, sponsorul Olimpiadei de la Londra din 2012.
În 2015, pune bazele Asociației Adi Hădean cu scopul principal de a promova proiecte care aduc în prim plan bucătăria românească, precum și diverse acțiuni din domeniul culinar și social. Școala de Bucătari este primul proiect desfășurat de Asociația „Adi Hădean” prin care, anual, tinerii pasionați de bucătărie, dar cu posibilități financiare reduse, pot urma cursuri specializate de bucătari, sporindu-le astfel șansele de angajare în domeniu.
Tot în 2015, lansează campania #EatThis, o campanie pentru interzicerea fumatului în spațiile unde se servește mâncare, sub sloganul “Nu fuma unde mănânci, nu mânca unde fumezi”. Campania a lansat restaurantelor provocarea de a adopta O zi fără fum (uri) și s-a alăturat inițiativelor existente în România care militau pentru interzicerea fumatului în spațiile publice și care s-au concretizat în adoptarea, în cele din urmă, a legii care interzice fumatul și în România.
Și tot în 2015 ia ființă Attic Lab, studioul lui Adrian Hădean, locul în care se filmează interviurile cu celebrități difuzate la tv sub titlul “La cină”, locul în care Adrian își filmează, fotografiază și scrie rețetele, dar peste toate, e locul în care Adi le oferă oaspeților săi experiențe gastronomice în cadru privat, chef’s table fiind în același spațiu cu bucătăria pe care oaspeții o au în fața ochilor, putând asista live la crearea cinei.
În 2016, începe colaborarea cu San Pellegrino, unul dintre brandurile cu cea mai bună afiliere la fenomenul gastronomic mondial, pentru a face parte din juriul competiției San Pellegrino Young Chef, ediția 2016. În cadrul acestei ediții, Adrian Hădean are rolul de mentor pentru câștigătorul etapei regionale, care va participa la finala mondială din Italia, din toamna lui 2016.
Lansează proiectul Hadean.Live, un blog despre viață, o platformă ce reunește idei și gânduri lucide din imediat, poze și video.
A reușit să se evidențieze nu doar prin talentul și pasiunea pentru ceea ce face, cât și prin ideile sale creative și implicarea în cauze sociale. Astfel, prin intermediul proiectului #hadeanrun, aleargă anual la maratoane și semimaratoane pentru a aduna bani și a susține cauze sociale. Doar pentru asociația Hope and Homes for children, Adrian Hădean a alergat deja la cinci competiții sportive organizate în decursul ultimilor ani.
În aprilie 2020, Asociația Adi Hădean lansează proiectul Solidar Social. Acțiunea umanitară a fost inițiată alături de Direcția Generală de Asistență Socială și Protecția Copilului Sector 6, ca o soluție la criza provocată de pandemia de Covid-19. Într-un an de existență, echipa de bucătari, condusă de Adi Hădean, alături de voluntari și cu sprijinul sponsorilor, au pregătit 200.000 de porții pentru medicii aflați în prima linie în lupta împotriva Covid-19 și pentru oamenii afectați de sărăcie. Scopul proiectului este asigurarea de mâncare caldă pentru cât mai mulți oameni aflați în sărăcie, copii flămânzi sau bătrâni ce altfel nu și-ar permite mâncare gătită. Asociația își propune preparearea și/sau livrarea a peste 1 milion de porții, anual, și construirea a cinci cantine sociale. La șase luni de la înființare, în octombrie 2020, echipa „Solidar Social” a validat un parteneriat cu Organizația Salvați Copiii, pentru asigurarea de alimente pentru cei 100 de copii aflați în Centrul de Zi din Petrila, județul Hunedoara. Au urmat Constanța și Ploiești, acolo unde cantinele sociale vor pregăti anual 33.600 porții de mâncare caldă pentru persoane provenite din medii defavorizate. În luna martie a.c., Asociația Adi Hădean și Școala de Meserii CONCORDIA au lansat proiectul „Chef de excelență”, în cadrul căruia chefii asociației vor susține lunar ateliere de formare profesională pentru cursanții înscriși la specializarea de bucătari.  
În 2022, la doi ani și jumătate de la startul proiectului Solidar Social, Asociația Adi Hădean reușește să livreze peste 765.000 de porții de mâncare caldă. O parte din aceste porții s-au dus către vecinii ucraineni, odată cu începerea războiului. Asociația a fost prezentă în mai multe locații, la granițe, unde împreună cu sponsori, voluntari, donatori, Adi Hădean a reușit să doneze mâncare caldă celor care tranzitau România. În cele câteva luni în care această campanie de ajutorare a refugiaților ucraineni a fost activă, au fost donate peste 100.000 de porții de mâncare în București, Constanța, Iași, Sighetu Marmației și Botoșani. Proiectul Solidar Social continua și astăzi, în colaborare cu Asociația Diaconia, porțiile de mâncare  livrând-se prin cantinele sociale din sectoarele capitalei. În județul Hunedoara, proiectul este activ pentru copiii din cadrul Centrului de Zi al Salvați Copiii, din Petrila. 

## Premii
A câștigat diverse premii și cupe, a stabilit recorduri culinare prin realizarea unei frigărui cu lungimea de 101 metri, friptă pe o singură vatră cu jar de aceeași lungime.
În anul 2015, publicația Men's Health îi oferă trofeul Men of the Year 2015. în semn de apreciere pentru întreaga activitate.
Tot în 2015 este premiat de către prestigioasa publicație Forbes România, în cadrul Galei Forbes Heroes, un eveniment ce promovează eroii și modelele adevărate din România.
Pentru campania EatThis, a primit o diplomă de excelență de la Ambasada SUA în România în cadrul conferinței prilejuite de adoptarea legii împotriva fumatului în spațiile publice.
În 2017, 2019 și 2021, Adrian Hădean a câștigat la categoria ”Cel mai bun chef”, în cadrul Horeca Awards, un eveniment cu notorietate solidă în domeniu. 
În 2020, „Solidar Social”, campania umanitară a Asociației Adi Hădean, a primit premiul I la categoria „Campania de responsabilitate socială a anului 2020” în cadrul evenimentului Horeca Awards. 
Tot în 2020, Adrian Hădean a câștigat, premiul II la categoria "Omul anului 2020 în Horeca", în cadrul evenimentului Horeca Awards. 
În 2021, Adrian Hădean primește premiul I, la secțiunea “Dezvoltare economică și socială”, în cadrul celei de-a XIX-a ediții a Galei Societății Civile și locul l, în cadrul categoriei Best Social Good Campaigns, la Webstock 2021. 
În 2022, Asociația Adi Hădean primește Recunoașterea onorifică  din partea Casei Regale a României, pentru contribuția și implicarea directă în lupta cu Covid-19. 

## Interviuri /Apariții media
Oameni de milioane: chef Adi Hădean
Hădean și Tand au gătit pentru Cioloș și Hollande. Ce preparate au făcut și detalii de culise: Premierul a ajuns mai devreme să se asigure că totul e în ordine
Adrian Hadean, live din studioul #MagicMorning
Desteptarea: Adi Hadean despre proiectul Solidar Social
15 minute cu un antreprenor. Adi Hădean, chef și proprietarul restaurantului Meatic: Această perioadă pentru noi este despre supraviețuire, nu știm cum vor evolua lucrurile
Biz | Solidar Social
15 minute cu un antreprenor. Adi Hădean, chef și proprietarul restaurantului Meatic: Această perioadă pentru noi este despre supraviețuire, nu știm cum vor evolua lucrurile
Tot la fel, da’ diferit | Adi Hădean | TEDxTineretului
Adi Hadean: Criza asta scoate brutarul din om. Pana la urma, gatitul ne ajuta sa ramanem sanatosi la cap
[Podcast Brain it Forward] Cum a schimbat pandemia calitatea mancarii. Cu Adi Hădean